# استان بنگوئلا
استان بنگوئلا (به لاتین: Benguela Province) یکی از استان‌های کشور آنگولا است.

## خصوصیات
استان بنگوئلا ۳۹٬۸۲۶ کیلومترمربع مساحت و ۲٬۰۳۶٬۶۶۲ نفر جمعیت دارد.